# Сарай (Волгоградская область)
Сарай (тат. Сарай) — посёлок в Ленинском районе Волгоградской области. 
Входит в состав Царевского сельского поселения.

## История
По состоянию на 1 января 1933 года посёлок являлся административным центром и единственным населённым пунктом Сарайского сельсовета Ленинского района Нижне-Волжского края, с 1934 года — Сталинградского края, с 1936 года — Сталинградской области). Согласно решению Сталинградского облисполкома от 9 июля 1953 года № 24/1600 Царевский, Сарайский и Солодовский сельсоветы были объединены в один — Царевский сельсовет (с центром в селе Царев).

## География
Посёлок находится в юго-восточной части Волгоградской области, вблизи левого берега реки Ахтуба, на границе Волго-Ахтубинской поймы и полупустынных областей Прикаспийской низменности, на расстоянии примерно 11 километров (по прямой) к востоку-юго-востоку (ESE) от города Ленинск, административного центра района.

Климат классифицируется как влажный континентальный с тёплым летом (согласно классификации климатов Кёппена — Dfa).

## Население
| 2010 |
| ---- |
| 89   |

Гендерный состав
По данным Всероссийской переписи населения 2010 года в гендерной структуре населения мужчины составляли 46,1 %, женщины — соответственно 53,9 %.
Национальный состав
Согласно результатам переписи 2002 года, в национальной структуре населения татары составляли 52 %.

## Достопримечательности
В окрестностях посёлка находятся развалины бывшей столицы Золотой Орды города Сарай-Берке (Царевское городище).

## Улицы
Уличная сеть посёлка состоит из трёх улиц.